# Ель-Ранчо (Нью-Мексико)
Ель-Ранчо (англ. El Rancho) — переписна місцевість (CDP) в США, в окрузі Санта-Фе штату Нью-Мексико. Населення — 1120 осіб (2020).

## Географія
Ель-Ранчо розташований за координатами 35°53′34″ пн. ш. 106°5′8″ зх. д. / 35.89278° пн. ш. 106.08556° зх. д. (35.892757, -106.085622).  За даними Бюро перепису населення США в 2010 році переписна місцевість мала площу 5,43 км², уся площа — суходіл.

## Демографія
Згідно з переписом 2010 року, у переписній місцевості мешкало 1199 осіб у 481 домогосподарстві у складі 324 родин. Густота населення становила 221 особа/км².  Було 538 помешкань (99/км²).
Расовий склад населення:
| - 40,1 % — білих - 2,6 % — корінних американців - 0,3 % — азіатів - 0,2 % — чорних або афроамериканців - 49,4 % — осіб інших рас |

До двох чи більше рас належало 7,5 %. Частка іспаномовних становила 72,7 % від усіх жителів.
За віковим діапазоном населення розподілялося таким чином: 25,7 % — особи молодші 18 років, 62,2 % — особи у віці 18—64 років, 12,1 % — особи у віці 65 років та старші. Медіана віку мешканця становила 40,0 року. На 100 осіб жіночої статі у переписній місцевості припадало 92,5 чоловіків;  на 100 жінок у віці від 18 років та старших — 93,7 чоловіків також старших 18 років.
Середній дохід на одне домашнє господарство  становив 71 801 долар США (медіана — 58 000), а середній дохід на одну сім'ю — 79 758 доларів (медіана — 67 031). Медіана доходів становила 55 000 доларів для чоловіків та 39 583 долари для жінок. За межею бідності перебувало 10,2 % осіб, у тому числі 12,9 % дітей у віці до 18 років та 9,9 % осіб у віці 65 років та старших.
Цивільне працевлаштоване населення становило 542 особи. Основні галузі зайнятості: науковці, спеціалісти, менеджери — 26,6 %, освіта, охорона здоров'я та соціальна допомога — 24,5 %, роздрібна торгівля — 10,9 %, мистецтво, розваги та відпочинок — 9,2 %.